# Big Hits (High Tide and Green Grass)
Big Hits (High Tide and Green Grass), rockgruppen The Rolling Stones första samlingsalbum, utgivet i två mycket olika versioner. Den amerikanska versionen gavs ut först, 2 april 1966. Den versionen innehöll 12 låtar, och alla av dessa utom "Good Times, Bad Times" hade varit stora hits både i Europa och USA (och resten av världen). Den 4 november samma år gavs den brittiska versionen av albumet ut, då utökad till 14 spår. Under de månader som gått mellan de två albumen hade The Rolling Stones utvecklat ett mer experimentellt sound och givit ut singlarna "Have You Seen Your Mother Baby, Standing in the Shadow?" och "Paint It Black" vilka var långt mer komplexa än till exempel  "The Last Time", och det ger det albumet ett annat uttryck än den amerikanska versionen, som har ett mer rakt rocksound.
Den brittiska versionen hade också deras debutsingel, Chuck Berrys "Come On", och "Little Red Rooster" vilken var en hit i Storbritannien. Den brittiska versionen saknade dock "Tell Me".
Omslagen var också olika. I USA bestod omslaget av en bild på gruppen stående på rad med "utmanande image". Det brittiska omslaget var ett så kallat "fish-eye"-foto och signalerade att den psykedeliska musikvågen snart var i antågande. 
Albumets amerikanska version nådde tredje plats på Billboardlistan i USA.

## Låtlista
Låtar som saknar angiven upphovsman är skrivna av Mick Jagger och Keith Richards.

### Storbritannien
1. "Have You Seen Your Mother, Baby, Standing in the Shadow?" - 2:35
2. "Paint It, Black" - 4:30
3. "It's All Over Now" (Womack/Womack) - 3:27
4. "The Last Time" - 3:42
5. "Heart of Stone" - 2:52
6. "Not Fade Away" (Holly/Petty) - 1:49
7. "Come On"  (Berry)
8. "(I Can't Get No) Satisfaction" - 3:44
9. "Get Off of My Cloud" - 2:56
10. "As Tears Go By" (Jagger/Oldham/Richards) - 2:46
11. "19th Nervous Breakdown" - 3:58
12. "Lady Jane" - 3:07
13. "Time Is on My Side" (Ragovoy) - 3:01
14. "Little Red Rooster" (Burnett/Dixon) - 3:06

### USA
1. "(I Can't Get No) Satisfaction" - 3:44
2. "The Last Time" - 3:42
3. "As Tears Go By" (Jagger/Oldham/Richards) - 2:46
4. "Time Is on My Side" (Ragovoy) - 3:01
5. "It's All Over Now" (Womack/Womack) - 3:27
6. "Tell Me" - 3:49
7. "19th Nervous Breakdown" - 3:58
8. "Heart of Stone" - 2:52
9. "Get Off of My Cloud" - 2:56
10. "Not Fade Away" (Holly/Petty) - 1:49
11. "Good Times, Bad Times" - 2:32
12. "Play With Fire" - 2:13